# بوهيفا تويونيتوا
بوهيفا تويونيتوا (بالإنجليزية: Pohiva Tuʻiʻonetoa)‏ هو سياسي تونغي ولد في يوم 30 يونيو 1961، أصبح رئيس وزراء تونغا في أكتوبر 2019 بعد وفاة رئيس الوزراء الأسبق أكيليسي بوهيفا، وليخلف سيميسي سيكا وألذي شغل المنصب مؤقتاً.